# Racismo no futebol

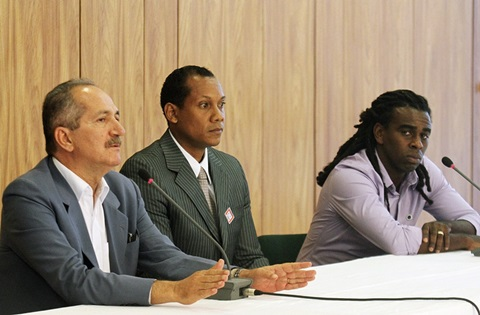
Aldo Rebelo, então Ministro dos Esportes, recebe o jogador Tinga e o árbitro Márcio Chagas da Silva, que foram vítimas de atos racistas.

Entende-se por racismo no futebol qualquer prática racista (normalmente xingamentos ou algum tipo de sinal) realizada em campo durante alguma partida de futebol ou ainda nas arquibancadas, direcionada a algum dos participantes diretos da partida. Isso tende a acontecer com certa facilidade mesmo havendo a pressão da mídia e da sociedade contra esses casos porque o futebol é um esporte que facilmente une pessoas de todas as "raças", considerando-se principalmente afro-descendentes. Apesar de estar voltado para uma situação em particular (o jogo de futebol), é considerado como racismo normal e punido da mesma forma que qualquer outra manifestação racista contra a pessoa.
O livro O Negro no Futebol Brasileiro, de Mário Rodrigues Filho (1947), é sem dúvida, em língua portuguesa, um texto ótimo para se iniciar a discussão sobre relações étnico-raciais no futebol brasileiro. Nesta obra prima, Mário Filho brinda-nos com os capítulos: Raízes do saudosismo; O campo e a pelada; A revolta do preto; A ascensão social do negro; A provação do preto e A vez do preto. Mário Filho utiliza tanto o termo "negro" quanto "preto". Atualmente, o termo "preto" poderia ser interpretado como de cunho racista. Entretanto, à época, não existia este tipo de discussão.
Anatol Rosenfeld publica em 1954, 1955 e 1956, no anuário Staden Jahrbuch, do Instituto Hans Staden, três trabalhos sobre as questões étnico-raciais no Brasil. Escritos na língua alemã, estes três estudos foram reunidos no livro Negro, Macumba e Futebol, lançado no Brasil em 1993 pela editora Perspectiva.
Outro livro em língua portuguesa que trata da temática do racismo no futebol é O Desporto e as Estruturas Sociais de Esteves (1967). Este escritor português desenvolve, no capítulo "O Negro e o Desporto", reflexões que posteriormente seriam ampliadas em outro livro: Racismo e Desporto (1978), no qual destaca os aspectos do racismo desportivo no Brasil.
A questão do racismo no futebol é retomada no Brasil em 1998 por meio de um artigo contundente: "A linguagem racista no futebol brasileiro" (SILVA, 1998). Neste trabalho, o autor interpreta notícias veiculadas em jornais após as derrotas da seleção brasileira em Copas do Mundo. Discute o papel da mídia na reprodução e construção do racismo no futebol brasileiro e conclui que nas derrotas o sentido construído socialmente para determinadas metáforas desclassifica o jogador, sobretudo, como ser humano e não apenas como atleta. Esse sentido desclassificatório dirige-se com mais ênfase a determinados grupos de jogadores, que em geral são negros ou mestiços.
Em 1999, Soares publica um artigo na Revista Estudos Históricos que contesta as descrições elaboradas por Mário Filho em O Negro no Futebol Brasileiro, dizendo que as narrativas da obra funcionam como história mítica que vai sendo atualizada, principalmente, em função das demandas às denúncias racistas. Esta tese recebe críticas contundentes de Murad (1999) e um pouco mais brandas de Helal e Gordan Jr. (1999).
A primeira tese de doutorado que vai tocar diretamente na questão do racismo no futebol brasileiro é o trabalho de Silva (2002), intitulado Futebol, Linguagem e Mídia: Entrada, Ascensão e Consolidação dos Jogadores Negros e Mestiços no Futebol Brasileiro. Além de ratificar as conclusões demonstradas no artigo A linguagem racista no futebol brasileiro, Silva apresenta um tópico inédito até então. Em sua conclusão, introduz uma discussão sobre as estruturas de dominação que dificultam a ascensão dos treinadores negros no Brasil. Nas entrevistas que realizou com jornalistas, ficou evidenciado que os negros têm muitas dificuldades para ingressar no mercado de trabalho de treinadores de futebol.
Em 2010, Marcel Diego Tonini defendeu a dissertação de mestrado “Além dos gramados: história oral de vida de negros no futebol brasileiro (1970-2010)”. Neste trabalho, o autor focaliza o mercado de trabalho dos treinadores negros. A partir da análise e interpretação de 20 entrevistas, realizadas com ex-jogadores, árbitros e outras pessoas do cotidiano do futebol, conclui que existe uma herança do ideário escravocrata, cuja ideia é a de que o negro não serve para pensar e, por esta razão, seria incapaz de comandar.

## Casos marcantes de racismo no futebol

### África
- Hanif Adams, proprietário do Lusaka Dynamos, acusou o presidente da Associação de Futebol da Zâmbia, o ex-atacante Kalusha Bwalya, de tê-lo ofendido por ele ser de origem indiana.
- Durante o Apartheid, o futebol na África do Sul não teve a participação de atletas negros. Em meados da década de 1950, a SAFA impediu qualquer tentativa de inscrever tais jogadores, motivo pelo qual a FIFA suspendeu o país em 1961. 2 anos depois, a Associação liberou a presença de negros em clubes de futebol, porém em 1964 a proibição foi novamente sancionada, obrigando a FIFA a banir a África do Sul de qualquer competição sancionada pela entidade. Em 1991, a Associação de Futebol do país foi readmitida, sem restrição entre as etnias.
- Em agosto de 2013, Tom Saintfiet, na época treinador do Malaui, acusou o técnico nigeriano Stephen Keshi de ter feito ofensas contra ele antes de um jogo entre as seleções, válido pelas eliminatórias da Copa de 2014[2]. Saintfiet afirmou que ouviu Keshi dizer que o belga "era um branco que não entendia nada sobre o futebol africano" e que "deveria voltar" ao país natal. O caso seria uma resposta ao pedido de Saintfiet em não jogar a partida entre as Super Águias e o Malaui, na cidade de Calabar. O belga ameaçou levar o caso até a FIFA[3], porém nada foi comprovado.
- Antes do jogo contra a Polônia pela Copa de 2018, os jogadores do Senegal foram alvos de uma provocação do empresário britânico Alan Sugar, ex-presidente do Tottenham. Ele publicou uma imagem da seleção africana e escreveu que "reconhecia alguns jogadores da praia de Marbella", em referência a africanos que vendiam produtos na cidade, situada no sul da Espanha.[4] Criticado, apagou o post e pediu desculpas.

### Europa

#### Bélgica e França
- Em abril de 1990, durante o jogo entre Bordeaux e Olympique de Marseille, o goleiro camaronês Joseph-Antoine Bell foi alvo de xingamentos da torcida do OM, chegando a ser atingido por bananas por ultras da equipe marselhesa[5][6].
- Oguchi Onyewu, ex-zagueiro norte-americano que é filho de nigerianos, foi alvo de racismo por parte de alguns torcedores enquanto atuava pelo Standard de Liège. Ele também se envolveria em incidentes com outros jogadores, como Jelle Van Damme, que segundo Onyewu, teria o chamado de "macaco sujo" várias vezes.[7] Van Damme negou as acusações, e disse que fora o norte-americano que o havia xingado de "flamengo sujo".
- Zola Matumona, à época atleta do FC Brussels, deixou o clube magoado com declarações do presidente Johan Vermeersch, que disse para o congolês "pensar em outras coisas, como árvores e bananas".
- Milan Baroš, então jogador do Lyon, foi acusado pelo camaronês Stéphane Mbia, do Rennes, de fazer gestos racistas contra ele.[8] Embora tivesse negado as acusações, o atacante tcheco foi punido com 3 partidas de suspensão.[9] O Lyon afirmou que Baroš fez um gesto para expressar alguma coisa que não entendia em francês.
- Em 17 de setembro, o burquinês Boubacar Kébé foi insultado por torcedores do Bastia, e fez gestos obscenos para os agressores. A repreensão custou caro a Kébé: ele receberia um cartão vermelho. Ele novamente se envolveria em confusão com a torcida do Bastia, que levaria um cartaz com mensagem racista. Irritado, Kébé deixou o campo, atrasando o reinício da partida entre Libourne e Bastia por três minutos.
- Em 2008, o marroquino Abdeslam Ouaddou, do Valenciennes, foi alvo de xingamentos da torcida do Metz. O árbitro da partida não viu o incidente. No mês de março, Frédéric Mendy, do Bastia, disse que havia recebido insultos da torcida do Grenoble.
- Em dezembro de 2020, a partida entre Paris Saint-Germain e İstanbul Başakşehir, válida pela última rodada da fase de grupos da Liga dos Campeões, foi interrompida aos 14 minutos do primeiro tempo depois que o senegalês Demba Ba discutiu com o quarto árbitro Sebastian Colțescu, acusando-o de ter feito ofensas racistas contra o camaronês Pierre Webó, ex-atacante da Seleção Camaronesa e auxiliar-técnico do Başakşehir. Neymar e Kylian Mbappé chegaram a confrontar com o árbitro principal, Ovidiu Hațegan, e ameaçaram não continuar jogando se Colțescu permanecesse,[10] e após alguns minutos de paralisação, os jogadores das 2 equipes deixaram o gramado do Parc des Princes, gerando repercussão internacional.[11] O jogo foi reiniciado no dia seguinte, com um novo trio de arbitragem, e o Paris Saint-Germain venceu por 5 a 1.
- Durante o jogo entre Club Brugge e Anderlecht, o técnico dos Mauves, Vincent Kompany, denunciou insultos racistas vindos da torcida da equipe mandante contra ele[12].
- Em novembro de 2021, o atacante Suk Hyun-jun, do Troyes, foi xingado por alguns jogadores reservas do Olympique de Marseille[13]. 3 dias depois, o OM condenou a atitude e mostrou apoio ao sul-coreano[14].
- Durante a Copa de 2022, atletas da Seleção Francesa foram ofendidos 2 vezes: na primeira, além de ofensas raciais, torcedores da Argentina também fizeram cantos homofóbicos e transfóbicos. O principal alvo dos xingamentos foi Kylian Mbappé[15], que também foi xingado após a final do torneio, vencido pelos argentinos na disputa por pênaltis. Além de Mbappé, Kingsley Coman, Randal Kolo Muani e Aurélien Tchouaméni sofreram ataques nas redes sociais[16].

### Alemanha
- Em 1994, o zagueiro brasileiro Júlio César, então no Borussia Dortmund, ameaçou sair do time por ter sido barrado em uma boate em virtude dele ser negro. O incidente foi decisivo para que ele não disputasse a Copa dos Estados Unidos.
- O ex-atacante alemão Gerald Asamoah, nascido em Gana, foi alvo frequente de preconceito racial. Em 2006, o Hansa Rostock foi investigado por causa do comportamento de sua torcida contra ele. A equipe foi multada em 25 mil euros.
- Asamoah, em 2007, acusaria o goleiro Roman Weidenfeller, do Borussia, de tê-lo xingado de "porco negro".[17]
- Kevin Großkreutz, também do Borussia, também foi alvo de acusações de Asamoah,[18] agora no Greuther Fürth. O zagueiro foi defendido por seu treinador Jürgen Klopp, que declarou que Großkreutz não ofendeu o atacante, e sim fazia referência à cor azul, do Schalke 04, clube do qual Asamoah é considerado ídolo.
- Na partida entre Sachsen Leipzig e Hallescher, em março de 2006, o nigeriano Adebowale Ogungbure, do Sachsen, foi insultado pela torcida do Hallescher com imitações de macaco quando foi substituído. Em resposta, colocou dois dedos no rosto e simulou o bigode de Adolf Hitler, além de fazer o gesto nazista[19][20]. Ogungbure foi detido pela polícia sob acusação de fazer gestos nazistas para fins políticos ou abusivos, mas o processo contra o jogador foi anulado 24 horas depois.
- Um mês depois, torcedores do Chemnitzer invadiram lojas de alemães de origem turca, gritando "Sieg Heil" e ostentando imitações de bandeiras nazistas. Em seguida, disseram: "Nós vamos construir um metrô de St. Pauli para Auschwitz", numa referência ao antigo campo de concentração de Auschwitz. O incidente foi antes da partida entre Chemnitzer e St. Pauli, pela terceira divisão alemã.
- Em outubro de 2008, o meio-campista Torsten Ziegner, do Carl Zeiss Jena, foi acusado pelo nigeriano Kingsley Onuegbu, do Eintracht Braunschweig, de ter feito ofensas racistas contra ele. Ziegner, que foi punido com 5 jogos de suspensão,[21] alegou que as ofensas foram "no calor do momento" e pediu desculpas a Onuegbu.
- Em fevereiro de 2020, durante o jogo entre Preußen Münster e Würzburger Kickers, pela terceira divisão alemã, um torcedor das Águias Negras fez ofensas racistas contra o zagueiro Leroy Kwadwo, do Würzburger. Revoltados, outros torcedores do Münster gritaram "Fora nazis"[22] e o agressor foi detido pouco depois.[23] Kwadwo, que possui origem ganesa, agradeceu a atitude dos torcedores do Preußen Münster, enquanto o técnico do Würzburger, Michael Schiele, classificou o ato como "sensacional" e o capitão Sebastian Schuppan pediu para que o torcedor fosse proibido de acompanhar jogos de futebol.
- Após o empate por 2 a 2 entre Köln e Borussia Dortmund, em março de 2021, o volante inglês Jude Bellingham foi alvo de mensagens racistas em seu instagram, que também mencionavam a mãe do jogador.[24]
- 2 meses depois, Jens Lehmann foi expulso da diretoria do Hertha Berlim após a descoberta de uma mensagem ofensiva em seu WhatsApp sobre o ex-zagueiro Dennis Aogo, que estreava como comentarista na Sky Sports.[25][26] O ex-goleiro pediu desculpas ao ex-companheiro de Seleção Alemã após o incidente.

### Bulgária
- Em 2013, torcedores do Levski Sófia exibiram uma faixa que lembrava o aniversário de Adolf Hitler. 5 anos depois, o clube foi multado depois que um grupo fez saudações nazistas.[27]
- Em setembro de 2019, a Seleção Inglesa anunciou que faria um plano para lidar com possíveis ataques racistas da torcida búlgara durante o jogo entre as equipes.[28] O treinador da Seleção Búlgara, Krasimir Balakov, afirmou que o racismo era um problema maior na Inglaterra que em seu país. Torcedores locais xingaram e fizeram saudações nazistas durante a partida, que foi interrompida 2 vezes - as ofensas eram dirigidas principalmente a Tyrone Mings, Marcus Rashford e Raheem Sterling; Harry Kane, capitão do English Team seguiu o protocolo da UEFA ao relatar o caso ao árbitro croata Ivan Bebek, enquanto o técnico Gareth Southgate falou com o delegado do jogo, vencido pela Inglaterra por 6 a 0.[29] A repercussão fez com que o ex-goleiro Borislav Mihaylov renunciasse à presidência da Federação Búlgara de Futebol, após um pedido do primeiro-ministro Boyko Borisov.[30]

### Escócia
- Glen Kamara, meio-campista finlandês do Rangers que possui origem serra-leonesa, acusou o zagueiro tcheco Ondřej Kúdela de ter feito uma ofensa racial durante o jogo contra o Slavia Praga, em março de 2021.[31]

### Hungria
- Em 2 de setembro de 2021, as seleções de Hungria e Inglaterra se enfrentaram pelas eliminatórias da Copa de 2022, quando torcedores locais vaiaram o gesto antirracista dos jogadores do English Team e ofenderam o volante Jude Bellingham e o atacante Raheem Sterling. Antes da partida, os jogadores e o técnico da Hungria, Marco Rossi, pediram em vão para que respeitassem o gesto. A FIFA puniu a Hungria com 2 jogos com portões fechados, enquanto a Federação Húngara de Futebol levou uma multa de 200 mil francos suíços.[32]

### Itália
- Na década de 1990, o volante neerlandês Aron Winter, jogando na Itália,foi vaiado por parte da torcida da Lazio. Os 2 prenomes do jogador, que nasceu no Suriname e possui também ascendência indiana e negra, são de origem hebraica (Aron, ou Arão) e árabe (Mohamed,ou Maomé). A equipe romana é conhecida por parte de sua torcida ter orientação de extrema-direita.
- Em 1984, o ex-lateral brasileiro Júnior foi 2 vezes alvo de ofensas raciais quando atuava pelo Torino. Na primeira, torcedores da Juventus exibiam faixas contra ele, e em resposta a torcida do Toro mostrou uma faixa onde se lia "Meglio negro che juventino" ("melhor (ser um) negro do que (um torcedor) juventino");[33] no mesmo ano, seria novamente ofendido - agora por torcedores do Milan, enquanto saía de campo.[34]
- O meia inglês Paul Ince disse ter sido alvo de racismo durante sua passagem pela Inter de Milão, entre 1995 e 1997.
- Em novembro de 2005, durante a partida entre o Messina e a Inter de Milão, o marfinense Marc Zoro interrompeu o jogo após ser insultado diversas vezes pela torcida nerazzurri. Ameaçou sair de campo, mas foi persuadido por vários jogadores da Inter, principalmente pelo atacante brasileiro Adriano.
- Mario Balotelli, que possui ascendência ganesa, foi xingado por torcedores da Juventus em abril de 2009. A Vecchia Signora foi punida com um jogo de portões fechados.
- Em 1989, a Udinese pagou 1,5 milhão de libras ao Standard de Liège para contratar o atacante israelense Ronny Rosenthal. Pressionados por uma parte dos ultras da torcida do time italiano chamada Teddy Boys, que enviaram uma carta com uma suástica ao presidente Giampaolo Pozzo e pediram para que não contratassem um jogador judeu e vandalizaram a sede do clube com ofensas antissemitas. Para ocupar a vaga que seria de Rosenthal, a Udinese contratou o argentino Abel Balbo.[35] O israelense processaria mais tarde os Friulani por danos morais[36] e, em 1995, as autoridades consideraram a equipe responsável pelo comportamento discriminatório, condenando-a a pagar uma indenização de 61 milhões de liras.[37]
- Num amistoso realizado em janeiro de 2013 entre Pro Patria e Milan, o meia ganês Kevin-Prince Boateng foi alvo de xingamentos racistas da torcida local. Revoltado, o jogador abandonou o gramado juntamente com os companheiros de equipe.
- Em maio de 2014, torcedores da Atalanta jogaram bananas contra Kévin Constant e Nigel de Jong, do Milan. O clube de Bérgamo, que venceu o jogo por 2 a 1, foi punido com multa de 40 mil euros.
- Em abril de 2019, o atacante Moise Kean, que é descendente de marfinenses, foi alvo de xingamentos da torcida do Cagliari depois de fazer um gol. Seu companheiro de equipe na Juventus, Leonardo Bonucci, disse que Kean teve "50% de culpa" por ter encarado os torcedores do clube sardo.[38]
- Em setembro de 2021, os volantes Tiemoué Bakayoko e Franck Kessié foram alvos de ofensas da torcida da Lazio na vitória do Milan por 2 a 0[39]. O incidente foi relatado para uma avaliação pela Federação Italiana de Futebol. Em uma publicação no seu instagram, o francês escreveu que "alguns torcedores da Lazio cometeram atitudes racistas" contra ele e o marfinense, e que os dois jogadores tinham "orgulho da cor da pele"[40].
- Durante o jogo entre Cagliari e Milan, em março de 2022, torcedores da equipe mandante ofenderam o goleiro Mike Maignan e o zagueiro Fikayo Tomori no final da partida[41]. Enquanto o técnico rossonero, Stefano Pioli, confirmou os insultos, o atacante ítalo-brasileiro João Pedro alegou que não ouviu nada, mas que "estava no clube havia 8 anos e que defenderia os torcedores"[42].
- Maignan foi novamente alvo de ofensas raciais em janeiro de 2024, desta vez feitas por torcedores da Udinese, e em resposta abandonou o gramado com seus companheiros de equipe[43]. Após o incidente, o presidente da FIFA, Gianni Infantino, declarou que as equipes cujos torcedores fossem flagrados xingando jogadores de forma racista deveriam perder pontos na classificação. A Udinese foi punida com um jogo sem torcida[44], e 4 torcedores foram banidos por toda a vida de frequentar estádios[45] before a further four received similar punishments.[46]
- Em março do mesmo ano, o zagueiro Juan Jesus, do Napoli, acusou Francesco Acerbi, da Internazionale, de tê-lo xingado durante o jogo entre as equipes. Embora Acerbi tivesse sido absolvido por falta de provas[47], o técnico da Seleção Italiana, Luciano Spalletti, excluiu o atleta de sua lista de convocados para, segundo ele, "garantir a serenidade necessária" à equipe[48].

### Espanha
- Na temporada 1992–93, o nigeriano Wilfred Agbonavbare (falecido em 2015), que defendia o Rayo Vallecano, foi alvo de xingamentos da torcida do Real Madrid.[49] Questionado, o goleiro falou que as ofensas "eram normais" e que "seguia focado" nas partidas.[50][51]
- Após se transferir para o Barcelona, Luis Enrique foi provocado por torcedores do Real Madrid,[52] que gritavam "Luis Enrique, tu padre es Amunike", numa referência ao também nigeriano Emmanuel Amunike, seu novo companheiro de equipe.[53][54][55]
- Em sua primeira temporada no Levante, o meio-campista Félix Dja Ettien enfrentou vários problemas com o técnico Roberto Álvarez, que o deixava de fora por acreditar que o marfinense havia contraído AIDS ou malária[56].
- Durante uma sessão de treinos em 2004, o técnico espanhol Luis Aragonés ofendeu o atacante francês Thierry Henry. Ele tentava incentivar o também atacante José Antonio Reyes, companheiro de Henry no Arsenal, dizendo que este era melhor que o francês, chamado por Aragonés de "negro de m...".
- Em novembro de 2004, Espanha e Inglaterra disputaram um amistoso em Madri. Toda vez que os ingleses tocavam na bola, a torcida espanhola ofendia o lateral Ashley Cole e o meia Shaun Wright-Phillips, fazendo imitações de macacos.
- O camaronês Samuel Eto'o, então jogador do Barcelona, ameaçou deixar o jogo contra o Zaragoza por conta dos insultos racistas que sofria da torcida rival. Os catalães venceram a partida por 4 a 1, e Eto'o respondeu aos insultos imitando um macaco.
- O goleiro Idriss Carlos Kameni, do Espanyol, também virou alvo de racismo da torcida do Atlético de Madri, que o vaiava quando o camaronês pegava na bola. Um torcedor chegou a jogar uma banana após o camaronês ter defendido um pênalti cobrado por Fernando Torres.[57] O Atlético levaria uma multa de 6 mil euros.
- Daniel Alves, do Barcelona, protagonizou uma imagem surpreendente na partida contra o Villarreal, em março de 2014. Um torcedor do Submarino Amarillo jogou uma banana exatamente no instante que o lateral cobraria um escanteio. Antes da cobrança, o jogador pegou a fruta e a comeu. O gesto gerou muita repercussão.
- 2 meses depois, Papakouli Diop, do Levante, foi bastante xingado pela torcida do Atlético de Madri. Em resposta, imitou um macaco.
- O Espanyol baniu 12 torcedores após descobrir que eles foram os responsáveis por xingarem o atacante Iñaki Williams, do Athletic Bilbao, em janeiro de 2020.[58]
- Em abril de 2021, os jogadores do Valencia abandonaram o jogo contra o Cádiz após o zagueiro Mouctar Diakhaby ter sido supostamente ofendido pelo também defensor Cala.[59][60] Após 20 minutos, os Ches voltaram ao gramado sem Diakhaby, substituído por Hugo Guillamón.
- No dia 20 de maio de 2023, Vinícius Júnior foi alvo de ofensas racistas praticadas pelos torcedores do Valencia, que o teriam chamado de "macaco"[61].

### Portugal
- Ao sofrer insultos racistas da torcida do Rio Ave, o volante Renato Sanches, do Benfica, respondeu as provocações aplaudindo ironicamente e imitando a pose de um macaco.
- A 16 de fevereiro de 2020, no Estádio D. Afonso Henriques, durante o jogo da Primeira Liga entre o Vitória Sport Clube e o Futebol Clube do Porto, Moussa Marega foi desde o período de aquecimento alvo de provocações e insultos racistas por parte de alguns adeptos do Vitória. Os ataques tornaram-se particularmente virulentos depois de Marega ter marcado o golo que deu a vitória ao Porto (2-1) e o ter festejado, dirigindo-se para quem o insultava e apontando para o seu braço.[62] Isto valeu-lhe um cartão amarelo por parte do árbitro Luís Godinho. Adeptos do Vitória assobiaram-no, atiraram cadeiras para o campo e urraram imitando um macaco. Indignado, Marega pediu para ser substituído e abandonou o campo, 20 minutos antes do fim do jogo. A maioria do mundo desportivo, social e político condenou o ataque abjecto, à excepção de André Ventura, deputado do Chega («país de hipocrisia em que tudo é racismo»), de Miguel Pinto Lisboa, presidente do Vitória Sport Clube, que teve uma reacção ambígua e desculpabilizante dos agressores, e dos White Angels, claque do Vitória, que acusou Marega e Sérgio Conceição de terem provocado os insultos racistas.

### Inglaterra
- Em novembro de 2011, o uruguaio Luis Suárez, do Liverpool, foi acusado pelo lateral francês Patrice Evra, do Manchester United, de fazer ofensas racistas. O atacante foi suspenso por oito partidas devido aos xingamentos ao jogador do Manchester United.
- Peter Odemwingie, logo após assinar com o West Bromwich, foi alvo da torcida dos "Magpies", que mostravam fotos da torcida comemorando a saída do atacante do Lokomotiv Moscou com declarações racistas contra ele, que é uzbeque de nascimento, mas optou em defender a Nigéria.
- Ron Atkinson, ex-técnico do Manchester United, se afastou do cargo de comentarista da ITV após fazer um comentário racista sobre o zagueiro Marcel Desailly, então no Chelsea. Não tendo percebido que seu microfone estava ligado, Atkinson disse que o francês era "um negro preguiçoso" na escola. A declaração, que chegou até mesmo aos meios de comunicação do Oriente Médio, fez com que Atkinson deixasse o trabalho de colunista no jornal The Guardian.
- Em abril de 2007, o goleiro trinitário Kelvin Jack, do Gillingham, foi xingado por um torcedor do Rotherham United, que foi proibido de frequentar qualquer jogo de seu clube.[63]
- Promovido ao comando técnico do Chelsea em setembro de 2007, Avram Grant recebeu ofensas de cunho antissemita de torcedores dos Blues - seu pai, que era polonês, era um sobrevivente do Holocausto.[64]
- Em novembro de 2008, o atacante egípcio Mido, então no Middlesbrough, foi xingado por alguns torcedores do Newcastle United.[65] Ele foi comparado a um "Homem-Bomba" por torcedores do próprio Newcastle, do Southampton e do West Ham United, devido à semelhança com Richard Reid, terrorista preso em 2003.[66]
- Em março de 2014, os nigerianos Carl Ikeme e George Elokobi disseram que foram xingados pela torcida do Walsall[67].
- Em agosto do mesmo ano, Malky Mackay estava acertado para comandar o Crystal Palace quando um escândalo de preconceito envolvendo o ex-zagueiro e Ian Moody, na época diretor-esportivo do Cardiff City, foi descoberto[68][69][70] Eles foram acusados de trocarem mensagens de teor homofóbico, racista, xenofóbico e sexista - em uma delas, Mackay chama o agente de jogadores Phil Smith de "gordo", enquanto Moody responde: "Nada como um judeu que vê o dinheiro escorrendo pelos dedos". O escocês ainda chama um dirigente de "homo" e "cobra gay", fez uma piada sexista para ser referir a uma empresária de jogadores, questiona a inclusão de jogadores franceses em uma lista de contratações feita por ele e diz que a agência deveria se chamar "All Blacks" (todos negros), declarando ainda que "não há muitos rostos brancos, mas vale a pena considerar", além de criticar a chegada do sul-coreano Kim Bo-Kyung ao Cardiff City, utilizando o termo ofensivo "Chinky" (usado para se referir a orientais em geral). Após a repercussão do caso, o Palace anunciou que desistiu de Mackay[71].
- Após perderem suas cobranças de pênalti na decisão da Eurocopa de 2020, Jadon Sancho, Bukayo Saka e Marcus Rashford foram xingados em suas redes sociais.[72] O autor das ofensas foi preso 3 dias depois.[73]
- O técnico do Crawley Town, John Yems, foi demitido após acusações de segregação nos vestiários e abusado de jogadores negros e asiáticos[74].

### Montenegro
O norte-americano DaMarcus Beasley e o francês Jean-Claude Darcheville, então jogadores do Rangers, foram ultrajados racialmente por torcedores do Zeta, que acabou penalizado com multa de 9 mil euros.

### Países Baixos
- Stanley Menzo, ex-goleiro da Seleção Neerlandesa, era alvo de ofensas na década de 1980, quando defendia o Ajax[75].
- Durante uma entrevista em 1991, o então técnico do Heerenveen, Fritz Korbach, chamou Bryan Roy, do Ajax, de "pequeno sujo" e Romário, do PSV, de "grão de café". Ele também chamou o atacante Simon Tahamata (que é descendente de indonésios) de "ladrão de trens"[76].
- Em novembro de 2011, o atacante Guyon Fernandez agrediu o zagueiro Rens van Eĳden durante o jogo entre Feyenoord e NEC Nijmegen, após ser xingado pelo rival.[77] A atitude rendeu uma suspensão de 6 jogos a Fernandez.[78]
- Em 2006, o atacante dinamarquês Kenneth Pérez, então jogador do Ajax, foi punido com 5 jogos de suspensão após chamar o bandeirinha Nicky Siebert de kankerneger ("câncer preto"),[79] além de pagar multa de 12,5 mil euros.
- Durante um jogo entre Den Bosch e Excelsior, pela segunda divisão local, Ahmad Mendes Moreira (que possui origem guineense) foi alvo de ofensas da torcida do clube mandante, que inicialmente afirmou que os sons eram de corvos, porém voltou atrás.[80] Ao fazer o segundo gol do Excelsior, o atacante festejou em frente aos torcedores que o xingaram.

### Rússia
- O camaronês André Bikey disse que era frequentemente afetado por insultos racistas quando jogava no Lokomotiv Moscou[81]
- O zagueiro brasileiro Géder chegou a ser ofendido racialmente por torcedores do Zenit enquanto defendia o Saturn[82].
- Em 2008, o clube de São Petersburgo foi notificado por novos insultos racistas, direcionados a jogadores do Olympique de Marseille; André Ayew, Ronald Zubar e Charles Kaboré foram as vítimas da torcida do Zenit, que chegou a imitar macacos e atirar bananas cada vez que algum dos três pegasse na bola. Mais tarde, o técnico Dick Advocaat admitiu que os torcedores do Zenit são mesmo racistas. Mathieu Valbuena quase foi alvo de preconceito dos torcedores, que pensavam que ele também era negro. O camaronês Serge Branco, com passagem pelo Krylya Sovetov, foi outro clube que acusou o Zenit de racismo.
- No Campeonato Russo de 2006, o ganês Baffour Gyan acusou Yegor Titov, capitão do Spartak, de cometer ofensas racistas na partida envolvendo seu clube na época, o Saturn.[83] O atacante falou que Titov incentivou a torcida a imitar e fazer sons de macaco, e também afirmou que o meio-campista não "agiu como um verdadeiro capitão".
- Em maio de 2009, na partida válida pela semifinal da Copa da Rússia, torcedores do Dínamo hostilizaram o nigerino Moussa Maazou toda vez que ele participava de alguma jogada, forçando a saída do jogador do CSKA aos 28 minutos do primeiro tempo. O técnico do CSKA, Zico, mostrou-se revoltado com a atitude e pediu punição ao Dínamo pelas ofensas contra Maazou.[84]
- Em março de 2011, o lateral brasileiro Roberto Carlos, recém-contratado pelo Anzhi, foi alvo de racismo de um torcedor do Krylya Sovetov, que ofereceu uma banana ao jogador.
- O marfinense Yaya Touré, do Manchester City, foi alvo de xingamentos da torcida do CSKA, em outubro de 2013. Como punição, uma parte de seu estádio foi fechada. Touré afirmou que, se o racismo continuasse, os atletas negros promoveriam um boicote à Copa de 2018, sediada justamente pela Rússia.
- No clássico entre Dínamo e Torpedo, o zagueiro Christopher Samba, dos Belo-golubye, recebeu ofensas da torcida rival. O Torpedo também foi punido com uma parte de seu estádio fechadaref>Rafael Saakov (25 de setembro de 2014). «Torpedo Moscow: Partial fan ban over racism at Christopher Samba». BBC Sport. Consultado em 28 de setembro de 2014</ref>, e Samba recebeu suspensão de 2 jogos por ameaçar os autores da ofensa[85].
- O atacante Pavel Pogrebnyak, do Ural, foi multado em 250 mil rublos[86] após uma declaração considerada racista sobre a convocação do brasileiro Ari para a Seleção Russa, classificando-a como "engraçada" e "ridícula"[87]. Pogrebnyak negou a intenção de ofender, mas alegou que "estrangeiros não poderiam ser convocados".

### Suécia
- Em 2009, torcedores do IFK Göteborg chamaram a torcida do Malmö FF de "Rosengårdstattare" ("ciganos  de Rosengårdstattare"), referindo-se à população imigrante da cidade de Malmö[88].
- O meio-campista Jimmy Durmaz, que integrou a Seleção Sueca na Copa de 2018, foi alvo de ofensas racistas em suas redes sociais, depois de ter cometido a falta que originou o gol da vitória da Alemanha.[89] Durmaz, que tem origem turca, leu uma mensagem de repúdio e foi defendido pelos companheiros de equipe.

### Turquia
Em abril de 2012, o meia Emre Belözoğlu foi acusado pelo marfinense Didier Zokora de tê-lo chamado de "negro sujo" no jogo entre Fenerbahçe e Trabzonspor. A resposta do volante foi imediata no reencontro entre os dois clubes, nos playoffs do Campeonato Turco: sem visar a bola, Zokora acertou os testículos de Emre. O árbitro puniu o marfinense com cartão amarelo.

## América do Sul: incidente diplomático
Em abril de 2005, o atacante brasileiro Grafite, então no São Paulo, foi chamado pelo argentino Leandro Desábato, então no Quilmes, de "macaco". Desábato ficou detido por 40 horas, e ao deixar a delegacia, foi extraditado.

## Outros casos no Brasil
- Em março de 2005, durante o clássico entre América e Atlético Mineiro, o zagueiro Wellington Paulo insultou André Luiz durante uma discussão. O jogador do Coelho foi punido com suspensão de 30 dias.[91]
- Um mês depois, no jogo entre São Paulo e Marília, o zagueiro Fabão acusou o argentino Carlos Frontini de supostamente tê-lo chamado de "macaco" após uma disputa de bola.
- Após o empate contra a Portuguesa, pelo Campeonato Brasileiro da Série B, o goleiro Felipe, então no Vitória (que terminaria rebaixado com o resultado), entrou com uma queixa contra o presidente do Leão da Barra, Paulo Carneiro, acusando-o de xingá-lo com ofensas raciais. O dirigente foi afastado do cargo.[92]
- Em novembro, o Juventude foi punido com multa de 200 mil reais e a perda de 2 mandos de campo após alguns torcedores ofenderem o volante Tinga, então no Internacional, durante o jogo entre os clubes pelo segundo turno do Campeonato Brasileiro.[93] A equipe de Caxias do Sul voltaria a protagonizar um incidente quando o então zagueiro Antônio Carlos, depois de ser expulso após se desentender com o volante Jeovânio, do Grêmio, passou a mão no braço esquerdo, que segundo ele, tinha um corte e havia respondido a uma provocação do lateral Patrício. O TJD da Federação Gaúcha de Futebol suspendeu Antônio Carlos por 120 dias.[94] A decisão revoltou Jeovânio, que ficou sentado ao lado do zagueiro durante o julgamento. Em 2016, o volante (que já havia encerrado a carreira no mesmo ano) perdoou Antônio Carlos.[95]
- Durante o jogo entre Grêmio e Santos, válido pela Copa do Brasil de 2014, o goleiro Aranha foi ofendido por torcedores do time gaúcho.[96] O STJD puniu o Grêmio com a exclusão da Copa do Brasil, além de multá-lo em 54 mil reais por se atrasar na volta para o segundo tempo e pelo arremesso de um rolo de papel higiênico no gramado.[97]

### Argentina
O zagueiro colombiano Breyner Bonilla, então no Boca Juniors, afirmou em 2010 que o atacante Esteban Fuertes o teria xingado de "negro de m..." e "morto de fome" durante a partida entre os Xeneizes e o Colón, onde Fuertes atuava na época.

## Ásia
- Durante um amistoso entre Indonésia e Filipinas, em junho de 2012, um grupo de torcedores indonésios gritava "Hindi kayo Pilipino!" ("Vocês não são filipinos!"), em referência aos jogadores de ascendência não-filipina.[99]
- Em março de 2014, torcedores do Urawa Red Diamonds exibiram uma faixa onde se lia "Japanese Only" ("somente japoneses"), de cunho racista. Tal atitude causou uma inédita punição na J-League: pela primeira vez na história do futebol japonês, uma partida foi realizada com portões fechados.[100]
- Ao comemorar um gol de pênalti sobre Portugal no Mundial Sub-17, Federico Valverde foi acusado pela torcida sul-coreana de ter feito um gesto ofensivo ao puxar os olhos. O uruguaio afirmou que fizera uma homenagem a seu empresário "El Chino" Saldavia, porém os espectadores ficaram incomodados com o gesto de Valverde, que continuou recebendo críticas.
- Durante o jogo entre Shanghai Shenhua e Changchun Yatai, em 2018, o senegalês Demba Ba partiu para cima do meio-campista Zhang Li, acusando-o de ter feito uma ofensa.[101][102] Os 2 jogadores foram punidos com cartão amarelo.
- Em fevereiro de 2019, o atacante granadino Antonio German rescindiu seu contrato com o Selangor FA (Malásia), alegando posteriormente que o racismo foi a causa de sua saída do clube[103].

## Mistifório jurídico
A expressão racismo no futebol é empregada de forma tecnicamente equivocada, porque o que é assim classificado pela mídia se trata, na verdade, do crime de injúria qualificada, definido no artigo 140, § 3º, do Código Penal Brasileiro, e não do crime de racismo, prescrito na lei 7.716 de 1989.